# Condado de Changhua
Changhua (mandarín Pīnyīn: Zhānghuà Xiàn; Hokkien POJ: Chiang-hòa-koān o Chiong-hòa-koān) es el condado más pequeño en la isla principal de Taiwán por área, y el cuarto más pequeño en el país. Con una población total de 1.3 millones, Changhua es el condado más populoso  en Taiwán.

## Historia
Hay lugares de enterramiento prehistóricos en Changhua que datan de hace 5000 años. El número de entierros corresponde a 32. El nombre original del área era Poasoa (chino: 半 線; Pe̍h-ōe-jī: Pòaⁿ-sòaⁿ; literalmente: 'línea media'), coloquialmente llamada así por los aborígenes taiwaneses. Poasoa solía estar habitada principalmente por la gente babuza, que desde entonces ha sido mayormente asimilada por la gente Han.

### Dinastía Qing
El dominio Qing en Taiwán empezó en 1683, y en 1684, se estableció la prefectura de Taiwán para administrar la isla bajo la provincia de Fujian. La prefectura estaba formada por tres condados: el condado de Taiwán, el distrito de Fongshan (Formosa) y Zhuluo. Poasoa y el actual condado de Changhua estaban bajo la jurisdicción de Zhuluo, pero el área de Changhua se extendió a lo largo de tres condados.En 1723, después de la rebelión de Zhu Yigui, un oficial inspector de Taiwán solicitó al emperador Qing que le designara a Changhua a otro magistrado y director legal del condado debido al aumento de la población en la parte norte del condado de Zhuluo. Como resultado, se creó el condado de Changhua, que abarca el área del moderno condado de Changhua, Taichung, la mitad del condado de Yunlin y tres municipios del condado de Nantou. La sala del condado se construyó en el centro del distrito y se considera el comienzo del establecimiento del condado de Changhua.
El nombre de Changhua, que significa "manifestación de una civilización real", está formalmente redactado como "manifestación de la majestuosa civilización del Emperador sobre los mares".

### Dominio japonés
Durante la temprana ocupación japonesa, la isla se subdividió en tres ken (縣): Taihoku, Taiwán y Tainan. Changhua fue gobernado bajo Taiwán ken. En 1920, después de varios cambios administrativos, se estableció la prefectura de Taichū, que abarca el actual condado de Changhua, el condado de Nantou y la ciudad de Taichung. Para 1930, la población de Changhua ya superaba el millón.

### Posguerra
Después de la entrega de Taiwán de Japón a la República de China el 25 de diciembre de 1945, el área del actual condado de Changhua se estableció bajo la jurisdicción del condado de Taichung. El 16 de agosto de 1950, después de su separación del condado de Taichung, el condado de Changhua se estableció con la ciudad de Changhua como sede de condado el 1 de diciembre de 1951.

## Geografía
El condado de Changhua está ubicado en la costa oeste de Taiwán, bordeando la ciudad de Taichung en el norte, separado por el río Dadu, por lo que el condado de Changhua y la ciudad de Taichung a menudo se conocen como el área metropolitana de Taichung-Changhua. El condado de Changhua está bordeado por el condado de Yunlin al sur por el río Zhuoshui. Al este, el condado de Changhua está separado del condado de Nantou y del sur de la ciudad de Taichung por la meseta de Bagua. Al oeste, el condado de Changhua enfrenta el estrecho de Taiwán.
El área total del condado es 1,074 km², siendo el condado más pequeño de Taiwán. Posee una costa de 60 km. El paisaje de Changhua puede dividirse aproximadamente en dos partes, una es la tierra plana occidental y la otra la llanura de Changhua. Estas dos combinaciones juntas miden hasta el 88% del área total del condado de Changhua. La elevación más alta en Changhua es el "Hen Shan", de 443 m.
El condado de Changhua está dividido en 2 ciudades, 6 municipios urbanos y 18 municipios rurales. La ciudad de Changhua es la sede de condado que alberga al Gobierno del Condado de Changhua y al Consejo del Condado de Changhua. El condado de Changhua tiene el mayor número de municipios urbanos de todos los condados de Taiwán. También tiene el segundo mayor número de municipios rurales después del condado de Pingtung. El actual magistrado del condado de Changhua es Wei Ming-ku del Partido Progresivo Democrático.
| Tipo               | Nombre          | Chino  | Taiwanés                | Hakka           |
| ------------------ | --------------- | ------ | ----------------------- | --------------- |
| Ciudades           | Changhua Ciudad | 彰化市 | Chiong-hòa orChiang-hòa | Chông-fa        |
| Ciudades           | Yuanlin Ciudad  | 員林市 | Oân-lîm                 | Yèn-lìm         |
| Municipios urbanos | Beidou          | 北斗鎮 | Pó-táu                  | Mascota-téu     |
| Municipios urbanos | Erlin           | 二林鎮 | Jī-lîm                  | Ngi-lìm         |
| Municipios urbanos | Hemei           | 和美鎮 | Hô-bí                   | Fò-mî           |
| Municipios urbanos | Lukang          | 鹿港鎮 | Lo̍k-káng                | Lu̍k-kóng        |
| Municipios urbanos | Tianzhong       | 田中鎮 | Tiân-tiong              | Thièn-chûng     |
| Municipios urbanos | Xihu            | 溪湖鎮 | Khe-ô͘                   | Hâi-fù          |
| Municipios rurales | Dacheng         | 大城鄉 | Aā-siâⁿ                 | Tailandés-sàng  |
| Municipios rurales | Dacun           | 大村鄉 | Tāi-chhoan              | Tailandés-tshûn |
| Municipios rurales | Ershui          | 二水鄉 | Jī-chúi                 | Ngi-súi         |
| Municipios rurales | Fangyuan        | 芳苑鄉 | Hong-oán                | Fông-Yen        |
| Municipios rurales | Fenyuan         | 芬園鄉 | Hun-hn̂G                 | Fûn-yèn         |
| Municipios rurales | Fuxing          | 福興鄉 | Hok-heng                | Fuk-hîn         |
| Municipios rurales | Huatan          | 花壇鄉 | Hoe-toâⁿ                | Fâ-thàn         |
| Municipios rurales | Pitou           | 埤頭鄉 | Pi-thâu                 | Phî-thèu        |
| Municipios rurales | Puxin           | 埔心鄉 | Po͘-sim                  | Phû-sîm         |
| Municipios rurales | Puyan           | 埔鹽鄉 | Po͘-iâm                  | Phû-yàm         |
| Municipios rurales | Shengang        | 伸港鄉 | Pecado-káng             | Tshûn-kóng      |
| Municipios rurales | Shetou          | 社頭鄉 | Siā-thâu                | Sa-thèu         |
| Municipios rurales | Tianwei         | 田尾鄉 | Chhân-boé               | Thièn-mî        |
| Municipios rurales | Xianxi          | 線西鄉 | Soàⁿ-sai                | Sien-sî         |
| Municipios rurales | Xiushui         | 秀水鄉 | Siù-chúi                | Siu-súi         |
| Municipios rurales | Xizhou          | 溪州鄉 | Khe-chiu                | Hâi-chû         |
| Municipios rurales | Yongjing        | 永靖鄉 | Éng-chēng               | Yún-tshìn       |
| Municipios rurales | Zhutang         | 竹塘鄉 | Tek-tn̂G                 | Tsuk-thòng      |